# Vakufnama
Vakufnama, vrsta pravnog dokumenta u islamskom pravu. Predstavlja ispravu o osnivanju vakufa i upravljanju vakufom. Jedno je od zakonskih vrela osmanske države.